# Раш, Отис
Отис Раш (англ. Otis Rush; 29 апреля 1934, Филадельфия — 29 сентября 2018) — американский блюзовый певец и гитарист. Для его гитарного стиля характерны медленный нагнетаемый звук, джазовое арпеджио и тенденция к долгим нотам. Его музыка вкупе с такими исполнителями как Лютер Эллисон, Magic Sam, Buddy Guy и Альберт Кинг стала известна как западный чикагский блюз, оказавший влияние на Майка Блумфилда, Эрика Клэптона, Питэра Грина и Стиви Рэй Вона.
Отис Раш — левша, но в отличие от многих «леворуких» гитаристов играл на «правой» гитаре с непереставленными струнами. Считалось, что это влияет на звук его гитары. Обладал широкодиапазонным, мощным тенор голосом.

## Биография

### Детство
Музыкант родился в Филадельфии, Миссисипи в 1935 году. Он был самоучкой и начал играть на гитаре с восьми лет.

### Карьера
В 1949 году он переехал в Чикаго, там он познакомился с Мадди Уотерсом. С 1956 по 1958 года он записал 8 синглов на лейбле Cobra Records. Его первый сингл - I Can’t Quit You Baby занял 6 место в ритм'н'блюз Billboard чартах.

## Награды
Раш был включён в Зал славы блюза в 1984 году.
В 2015 году журнал Rolling Stone поместил Раша на 53-ю позицию в списке «100 величайших гитаристов всех времён».

## Дискография
- 1969 Mourning In The Morning (Cotillion)
- 1974 Screamin' And Cryin' (Black And Blue)
- 1975 Cold Day In Hell (Delmark)
- 1976 So Many Roads (Delmark)
- 1976 Right Place, Wrong Time (album)|Right Place, Wrong Time (Bullfrog)
- 1978 Troubles Troubles (Sonet)
- 1989 Tops (Blind Pig)
- 1989 Blues Interaction -Live In Japan 1986- (P-Vine)
- 1994 Ain’t Enough Comin' In (This Way Up)
- 1998 Any Place I’m Going (House Of Blues)
- 2006 Live and From San Francisco (Blues Express)

### Сборники
- I Can’t Quit You Baby — The Cobra Sessions 1956—1958 (P-Vine)
- Good 'Uns — The Classic Cobra Recordings 1956—1958 (Westside)
- 1969 Door To Door (Chess) (совместно с Альбертом Кингом)
- 2000 The Essential Otis Rush — The Classic Cobra Recordings 1956—1958 (Fuel 2000)
- 2005 All Your Love I Miss Loving — Live at the Wise Fools Pub, Chicago (Delmark)
- 2006 Live At Montreux 1986 (Eagle Rock Entertainment) (Совместно с Эриком Клэптоном и Лютером Элисоном)